# Leandro Guilheiro
Leandro Guilheiro (n. 7 august 1983, Suzano, São Paulo, Brazilia) este un judocan ce a reprezentat Brazilia, medaliat olimpic. A participat la 3 ediții ale Jocurilor Olimpice (2004, 2008, 2012) în care a câștigat o medalie de bronz.